# Långabergstjärnen
Långabergstjärnen är en sjö i Ovanåkers kommun i Hälsingland och ingår i Ljusnans huvudavrinningsområde. Sjöns area är 0,017 kvadratkilometer och den befinner sig 345 meter över havet.